# Хохип

Хохип (тайск. หีบ, хип — «ящик») — хо, 41-я буква тайского алфавита. В тайском слоге хохип может выступать или как инициаль, или как хонам — внутристрочный диакритический знак для обозначения 2-го и 5-го тонов с буквами группы аксонтамдиау. В качестве инициали относится к аксонсунг (верхний класс). На клавиатуре соответствует клавише рус.«Ы». В сингальском пали соответствует букве хаянна, в бирманском пали соответствует букве Ха. В лаосском алфавите хохип соответствует букве хохан (гусь).

## Хонам
Хонам пишется перед буквами аксонтамдиау (нижний класс, одиночные): ง ญ ณ น ม ย ร ล ว ฬ . Со знаком майэк обозначает второй тон, без знака майэк обозначает пятый тон. В словаре слова начинающиеся на хонам располагаются в разделе буквы хохип.

## Ваййакон (грамматика)
- Ланг ( หลัง ) — лаксананам для домов, москитных сеток и плотов.